# Etheenoxide
Etheenoxide (IUPAC-naam: oxiraan), doorgaans ethyleenoxide genoemd, vaak afgekort als EtO, EO of EtOx, is een gas waarvan de moleculen een kleine, ringvormige structuur hebben, gevormd door 2 koolstofatomen en 1 zuurstofatoom. Het is de kleinste vertegenwoordiger van de stofklasse der epoxiden en wordt voornamelijk toegepast in de productie van ethyleenglycol, oligomere glycolen (zoals di-ethyleenglycol en tri-ethyleenglycoldimethylether) en polyetheenoxide en in de medische sterilisatie industrie.

## Synthese
Etheenoxide wordt op industriële schaal vervaardigd door de gecontroleerde partiële oxidatie van etheen (H2C=CH2) met zuurstof op een zilverkatalysator:
{\displaystyle {\ce {H2C=CH2\ +{\tfrac {1}{2}}O2\ ->\ C2H4O}}}
In Nederland gebeurt dit onder andere in Terneuzen, Moerdijk en op de Maasvlakte; in België onder andere in het industriegebied van de Antwerpse haven, zowel op de linker als op de rechter Scheldeoever.
De reactietemperatuur ligt tussen 200 en 300 °C. De voornaamste ongewenste nevenreactie is de volledige oxidatie (verbranding) van etheen en van reeds gevormd etheenoxide tot koolstofdioxide en water:
{\displaystyle {\ce {CH2=CH2 \ + \ 3O2 \ -> \ 2CO2 \ + \ 2H2O}}}
{\displaystyle {\ce {2(CH2CH2)O \ + \ 5O2 -> 4CO2 \ + \ 4H2O}}}
Deze reacties zijn veel meer exotherm dan de partiële oxidatie en hogere temperaturen bevorderen de verbrandingsreacties. Men gebruikt daarom reactoren die bestaan uit een buizenbundel waar de reagerende gassen doorheen stromen en die aan de buitenkant gekoeld worden met een vloeistof, bijvoorbeeld tetraline, om de temperatuur op de gewenste waarde te houden. De selectiviteit voor de omzetting van etheen tot etheenoxide ligt gewoonlijk tussen de 75 en 80%; de rest gaat verloren in de nevenreacties. Om de verliezen te beperken en de selectiviteit zo hoog mogelijk te krijgen wordt tijdens het doorstromen van de reactor slechts een klein gedeelte, 10 tot 15%, van het etheen omgezet; de rest wordt gerecycleerd.
Als men microreactoren gebruikt kan men, met ozon of waterstofperoxide als oxidatiemiddel, de volledige oxidatie bijna volledig vermijden en is een selectiviteit van meer dan 90% voor etheenoxide haalbaar.
Laboratoriumpreparatie is ook mogelijk via de oxidatie van etheen met een peroxycarbonzuur of door de omzetting van 2-halogeenethanol (bijvoorbeeld 2-chloorethanol) met een base:

## Toepassingen
Etheenoxide is een belangrijke grondstof in de chemische nijverheid. De voornaamste toepassing is als grondstof voor ethaandiolen. Ethaandiol is het reactieproduct van etheenoxide met water en wordt onder andere gebruikt als antivries en als grondstof voor polyesters, waaronder polyethyleentereftalaat (pet), en voor glycolethers.
Etheenoxide is de grondstof voor de bereiding van polyetheenoxide (PEO of PEG voor polyetheenglycol), een polyether. Dit polymeer wordt onder ringopening gevormd door herhaalde additie van etheenoxide aan een hydroxylgroep (bijvoorbeeld water, een glycerol, een alcohol, een suikermolecuul, ...):
{\displaystyle {\ce {R-OH\ +\ {\mathit {n}}\ cyclo(C2H4O)\ ->\ R-[O-CH2-CH2]_{\mathit {n}}-OH}}}
De ontstane polyether vindt een verscheidenheid van toepassingen. Als zodanig wordt PEO toegepast in geneesmiddelen, cosmetica en dergelijke, maar is het ook een van de componenten in de reactie die tot de vorming van polyurethaan leidt (door een gekatalyseerde reactie met een isocyanaat).
Etheenoxide is ook een grondstof voor ethanolamines (mono-, di- en tri-ethanolamine) en voor ethoxylaten, oppervlakte-actieve stoffen die gebruikt worden in schoonmaakmiddelen, shampoo enz.
Een klasse van etheenoxide-derivaten die veel wetenschappelijke aandacht heeft getrokken zijn kroonethers; dit zijn cyclische oligomeren van etheenoxide.
Etheenoxide op zich wordt gebruikt bij sterilisatie van onder meer medische apparatuur.

## Eigenschappen
Etheenoxide is een ontvlambaar gas en vormt met lucht explosieve mengsels. De stof kan polymeriseren bij verhitting of onder invloed van zuren, basen, metaalchlorides of metaaloxiden. De stof reageert hevig met vele stoffen.
De damp van etheenoxide is irriterend voor de ogen, huid en luchtwegen. Een waterige oplossing van de stof kan blaren op de huid veroorzaken. Herhaald of langdurig contact kan de huid gevoelig maken; herhaalde of langdurige inademing kan astma veroorzaken.
Etheenoxide is bij de mens kankerverwekkend bij een langdurige blootstelling en kan erfelijke genetische afwijkingen veroorzaken in de menselijke voortplantingscellen.

## Bekende incidenten
Sterigenics Zoetermeer lekte van januari 2000 t/m december 2005 ongeveer 130 ton van dit gas.
Sterigenics Holland B.V. heeft in de jaren 2006, 2007 en 2008 consequent ethyleenoxide uitgestoten in de open lucht te Zoetermeer. Hoewel de gemeente op de hoogte was van de uitstoot bleken de afspraken met betrekking tot de hoeveelheid ruim te zijn overschreden. Nadat dit bekend werd zijn diverse onderzoeken ingesteld. Ten gevolge hiervan en de ontstane commotie onder de inwoners van de stad heeft het bedrijf besloten haar activiteiten in de stad te staken.
Shell Pernis lekte op 30 december 2013 11,2 ton ethyleenoxide. Hierdoor werden inwoners in de omgeving ten noorden van de olieraffinaderij gedurende 25 minuten blootgesteld aan 0,5 ppmv.
Shell Moerdijk lekte tussen 21 november 2015 en 27 januari 2016 ongeveer 25 ton van dit gas. Andere bronnen spreken van  ruim 27 ton

## Voedselveiligheid
Ethyleenoxide wordt in sommige landen als gasvormig product gebruikt om schimmels en salmonella te weren in levensmiddelen. Het werd dan soms teruggevonden in sesamzaad en in consumptieijs. Het product is – bij voldoende hoge concentraties – kankerverwekkend, en daarom volgens de Europese regels inzake voedselveiligheid niet toegelaten. In 2021 werd een hele reeks voedingswaren uit de handel gehaald. 